# Acanthocercus atricollis
Acanthocercus atricollis là một loài thằn lằn trong họ Agamidae. Loài này được Smith mô tả khoa học đầu tiên năm 1849.

## Hình ảnh

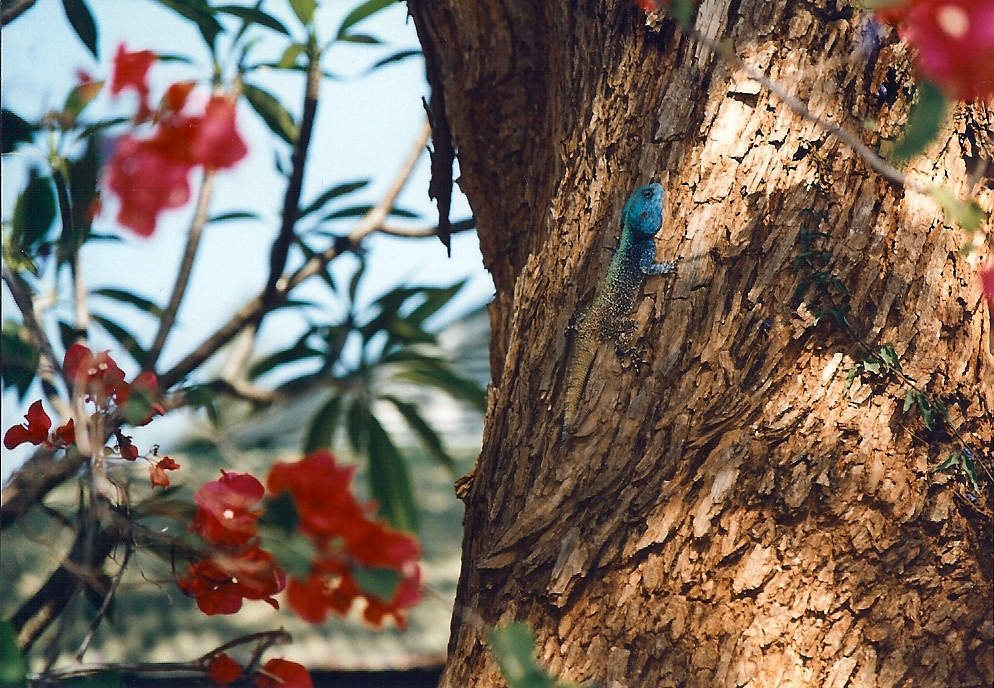
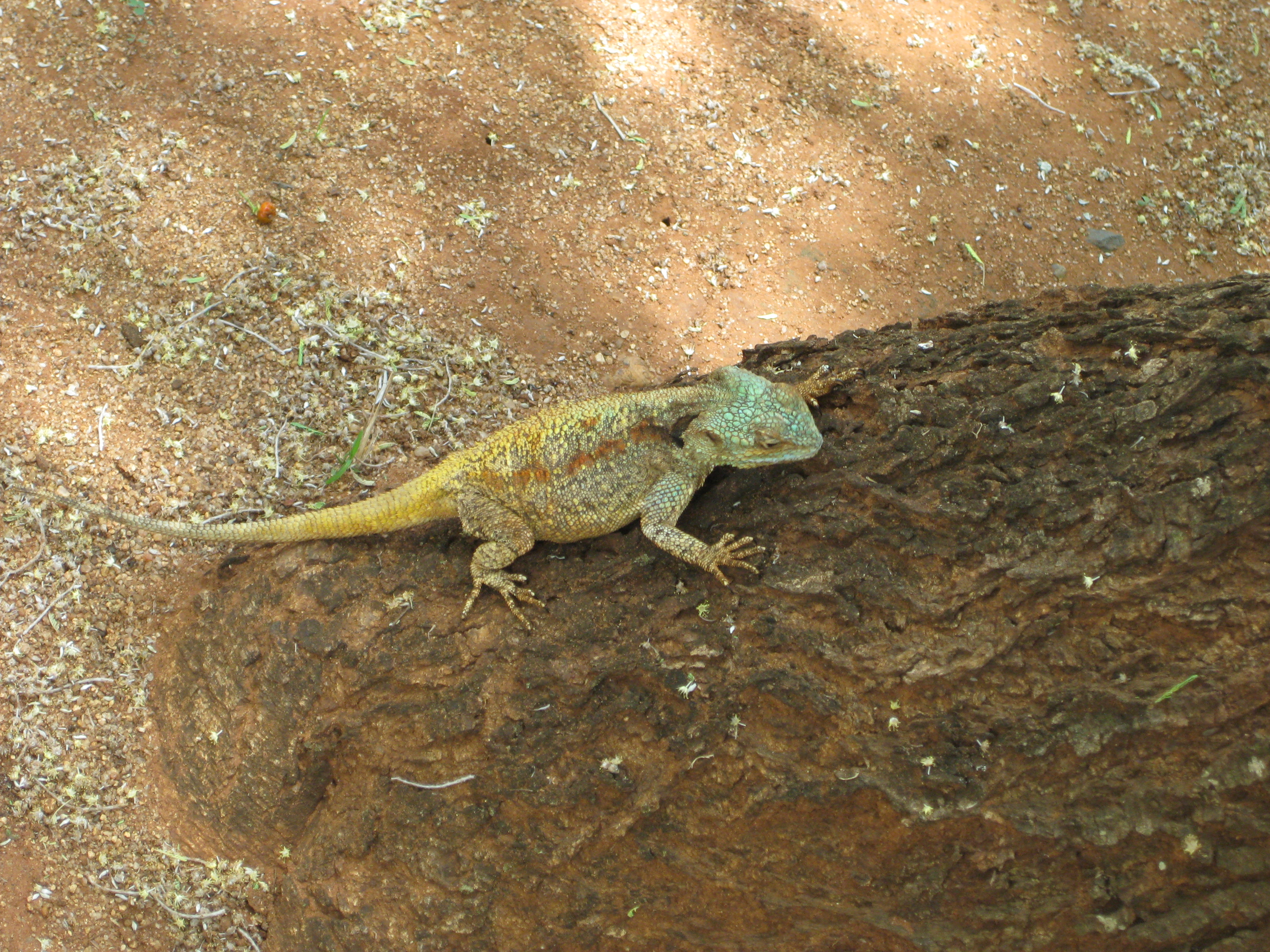
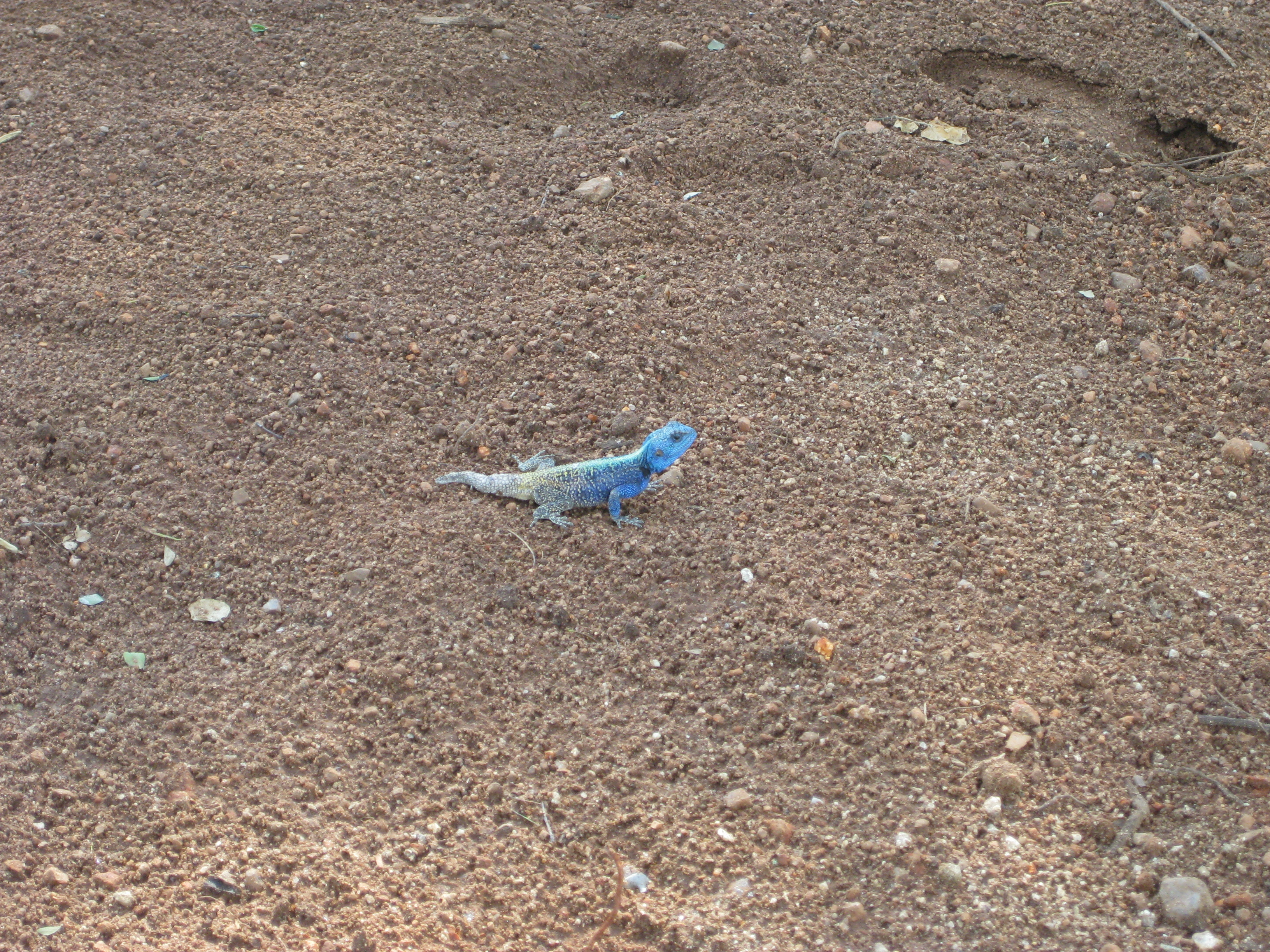
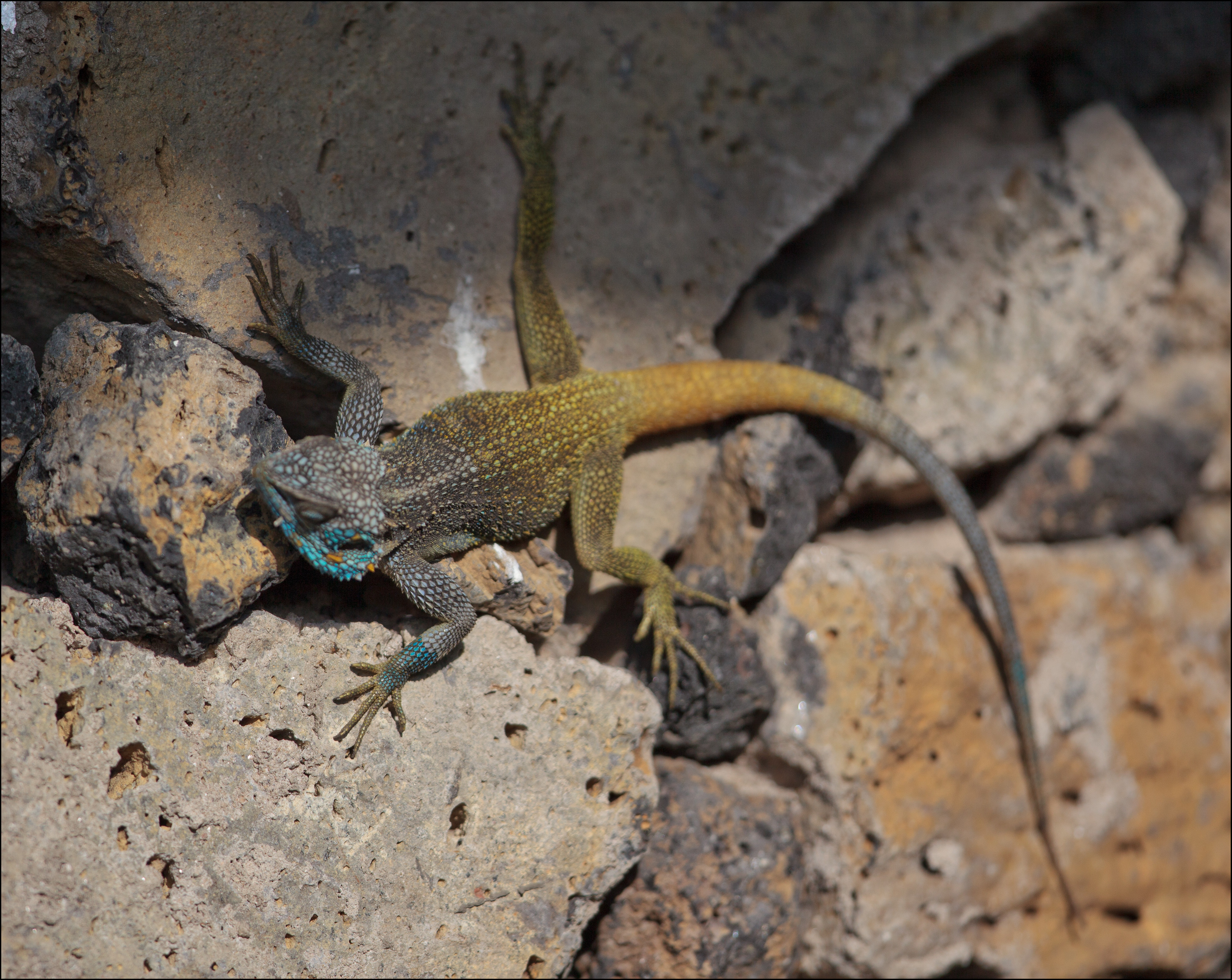